# Новорічна ялинка

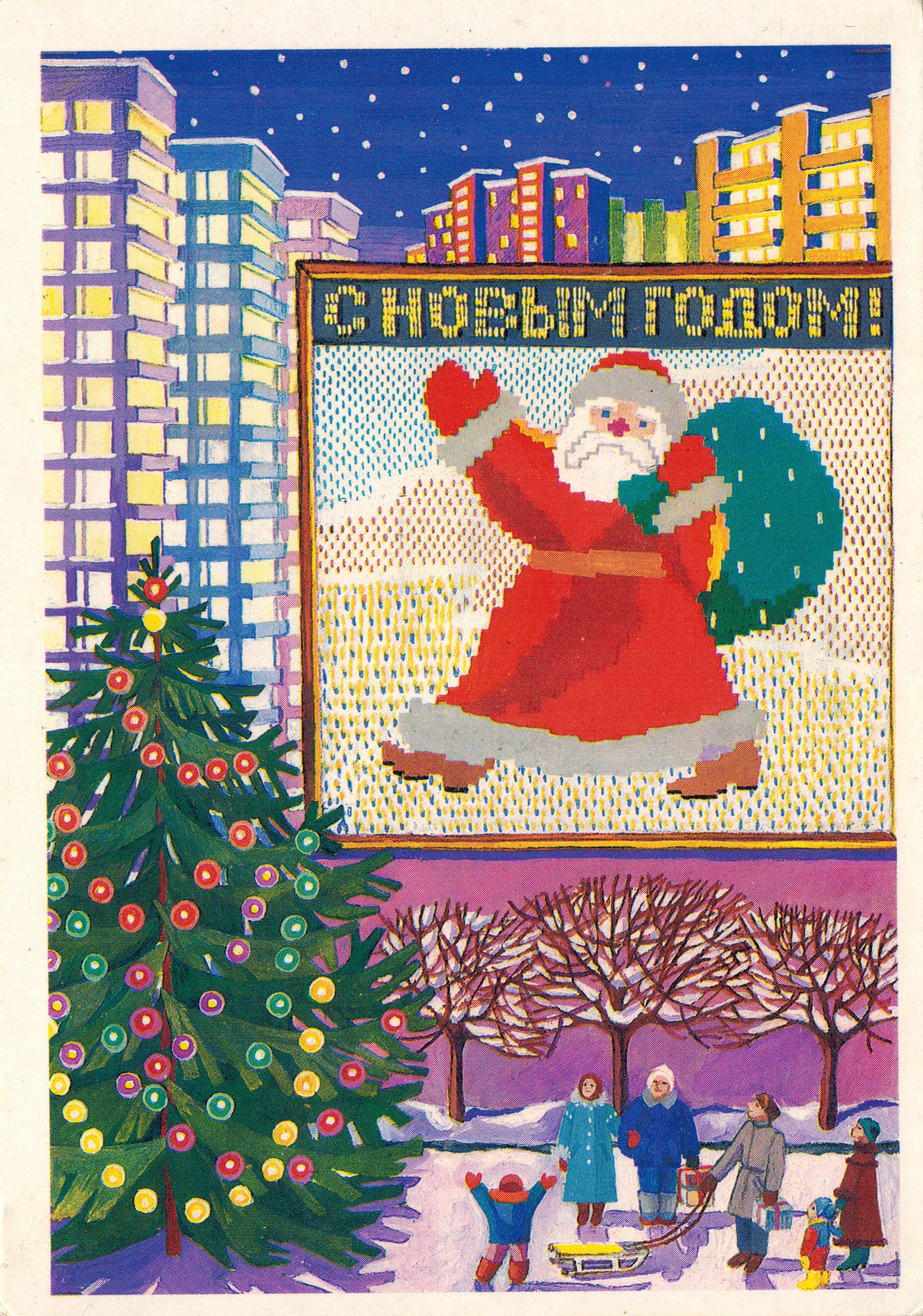
Листівка в СРСР, що зображує Діда Мороза і новорічну ялинку, 1986 рік

Новорічна ялинка — справжнє або штучне прикрашене дерево ялини, ялиці, або сосни, що використовується як головний атрибут свята Нового року. Вперше з'явилась за ініціативою радянського партійного пропагандиста Павла Постишева у 1935 році як заміна різдвяній ялинці.
Окрім країн колишнього СРСР, звичай прикрашати дерева до Нового року також існує у деяких країнах колишньої Югославії (серб. Новогодишња јелка, мак. Новогодишна елка), Туреччині (тур. Yılbaşı Ağacı), Китаї (кит.: 年花) та В'єтнамі (в'єт. Cây nêu).

## Новорічна ялинка в СРСР

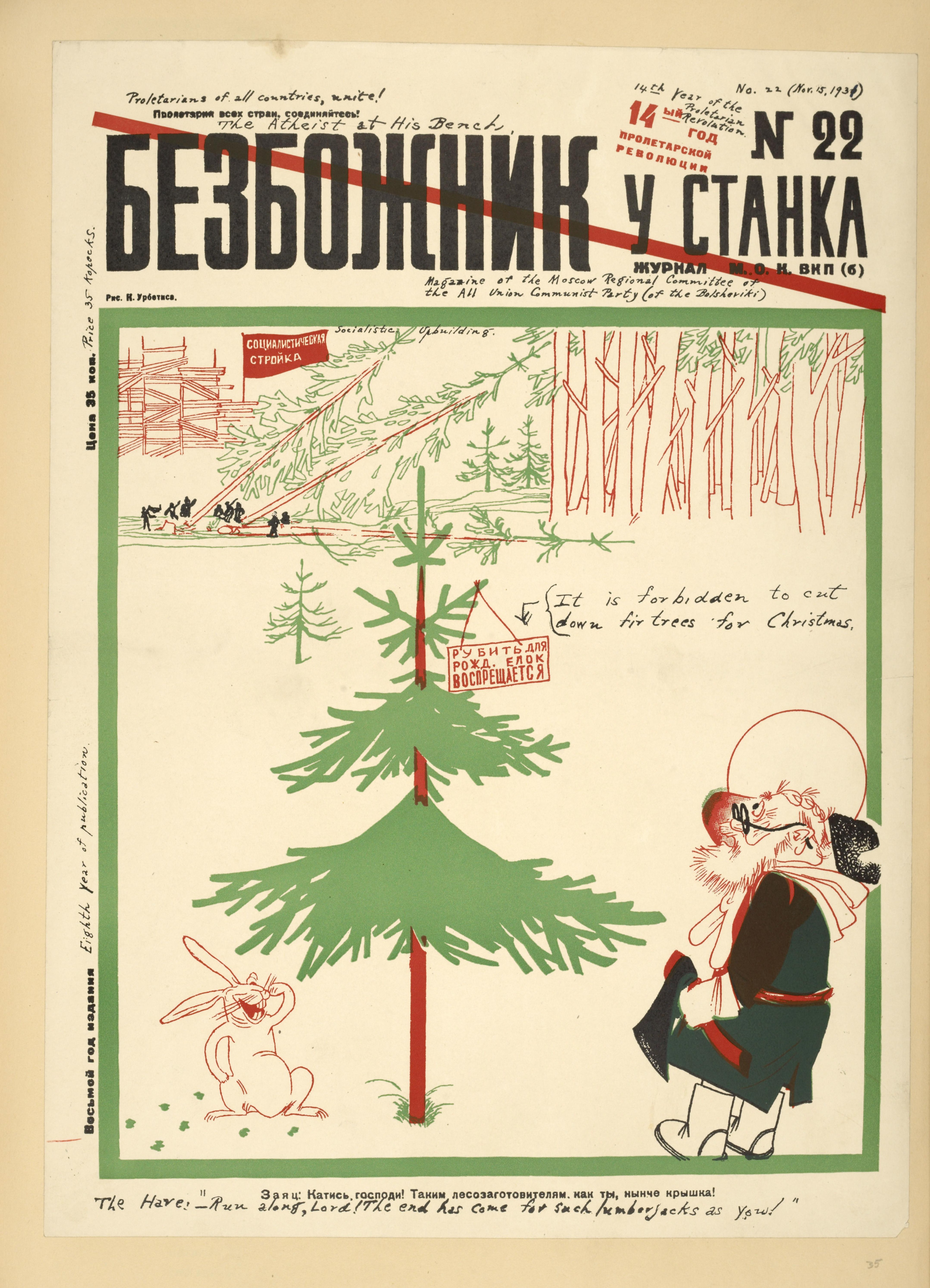
Видання радянської газети Безбожник, що зображує православного священника, якому заборонено рубати ялинку до Різдва

Після революції 1917 року, святкування Різдва, як і інших релігійних свят, було заборонено внаслідок радянської антирелігійної кампанії. Спілка войовничих безбожників заохочувала школярів до агітації проти різдвяних традицій, серед яких була і ялинка. З кінця 1920-х років у Росії різдвяна ялинка опинилася під фактичною забороною як «буржуазний, попівський та антирадянський» звичай. Святкове дерево було під забороною понад 5 років.
У 1935 році на пропозицію Павла Постишева в СРСР вирішили повернутися до прикрашання ялинки, зробивши її не різдвяною, а новорічною.
|                 | Не пам'ятаю року й тим паче місяця, але одного разу зателефонував мені Сталін і каже: «Приїжджайте до Кремля. Прибули українці, поїдете з ними Москвою, покажете місто». <…> Вийшли ми, сіли до машини Сталіна. Помістились усі в одній. Їхали та розмовляли. <…> Постишев підняв тоді питання: «Товаришу Сталін, ось була б хороша традиція і народу сподобалася, а дітям особливо принесла б радість – різдвяна ялинка. Ми це зараз засуджуємо. А чи не повернути дітям ялинку?». Сталін підтримав його: «Візьміть на себе ініціативу, виступіть у пресі з пропозицією повернути дітям ялинку, ми підтримаємо». Так це й сталося. Постишев виступив у «Правді», інші газети підхопили ідею.Оригінальний текст (рос.) Не помню года и тем более месяца, но вот однажды позвонил мне Сталин и говорит: “Приезжайте в Кремль. Прибыли украинцы, поедете с ними по Москве, покажете город”. <…> Вышли мы, сели в машину Сталина. Поместились все в одной. Ехали и разговаривали. <…> Постышев поднял тогда вопрос: “Товарищ Сталин, вот была бы хорошая традиция и народу понравилась, а детям особенно принесла бы радость — рождественская ёлка. Мы это сейчас осуждаем. А не вернуть ли детям ёлку?”. Сталин поддержал его: “Возьмите на себя инициативу, выступите в печати с предложением вернуть детям ёлку, а мы поддержим”. Так это и произошло. Постышев выступил в “Правде”, другие газеты подхватили идею. |
| — Микита Хрущов | |

Вперше в СРСР новорічну ялинку на заміну різдвяній встановили саме в Україні, у місті Харків. Лише у 1937 році було встановлено першу кремлівську новорічну ялинку.
З 1960-х років новорічну ялинку у Києві почали розміщувати на площі Калініна (зараз Майдан Незалежності).

### Основні відмінності від різдвяної ялинки

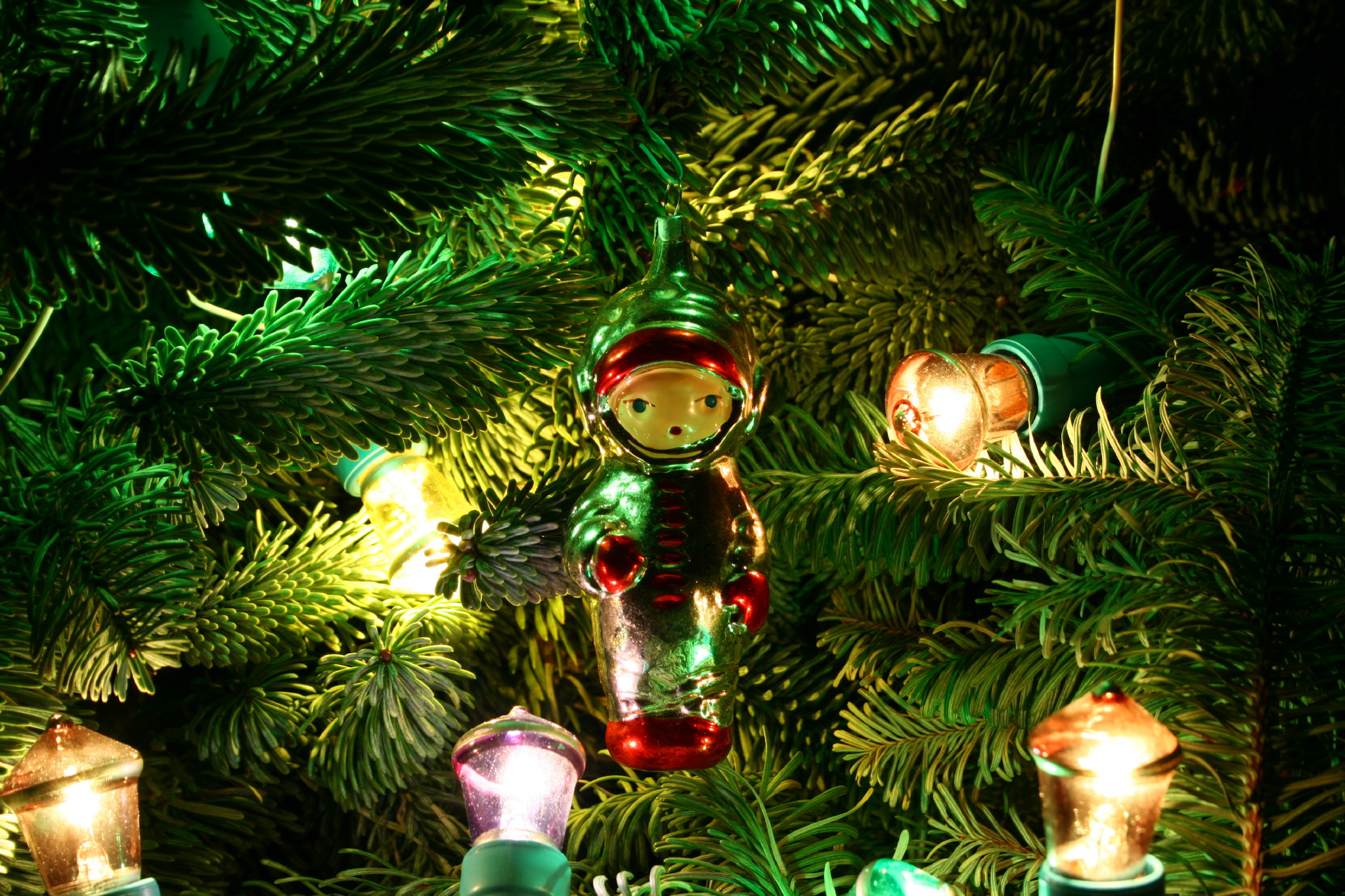
Радянська ялинкова прикраса у вигляді космонавта

За зовнішнім виглядом радянська новорічна ялинка нагадувала різдвяну, проте мала суттєві відмінності. Головною відмінністю була відсутність будь-яких релігійних символів, як то Вифлеємська зірка чи янголи. Натомість, верхівка новорічної ялинки зазвичай прикрашалась п'ятипроменевою червоною зіркою, що ототожнювалась з комунізмом та мала символізувати верхівку Спаської вежі. У радянські часи існував цілий ряд віршів, де згадувалась зірка на Спаській вежі, з якої і починався Новий рік, що йде з Москви і поширюється усією країною. Також використовувались звичайні декоративні верхівки, так звані «піки».
У якості прикрас, окрім традиційних куль, цукерок, чи яблук, використовувались різноманітні фігурки людей і тварин, а також ідеологічні прикраси — космонавти, паротяги, стратостати, супутники.

## Новорічна ялинка в Україні

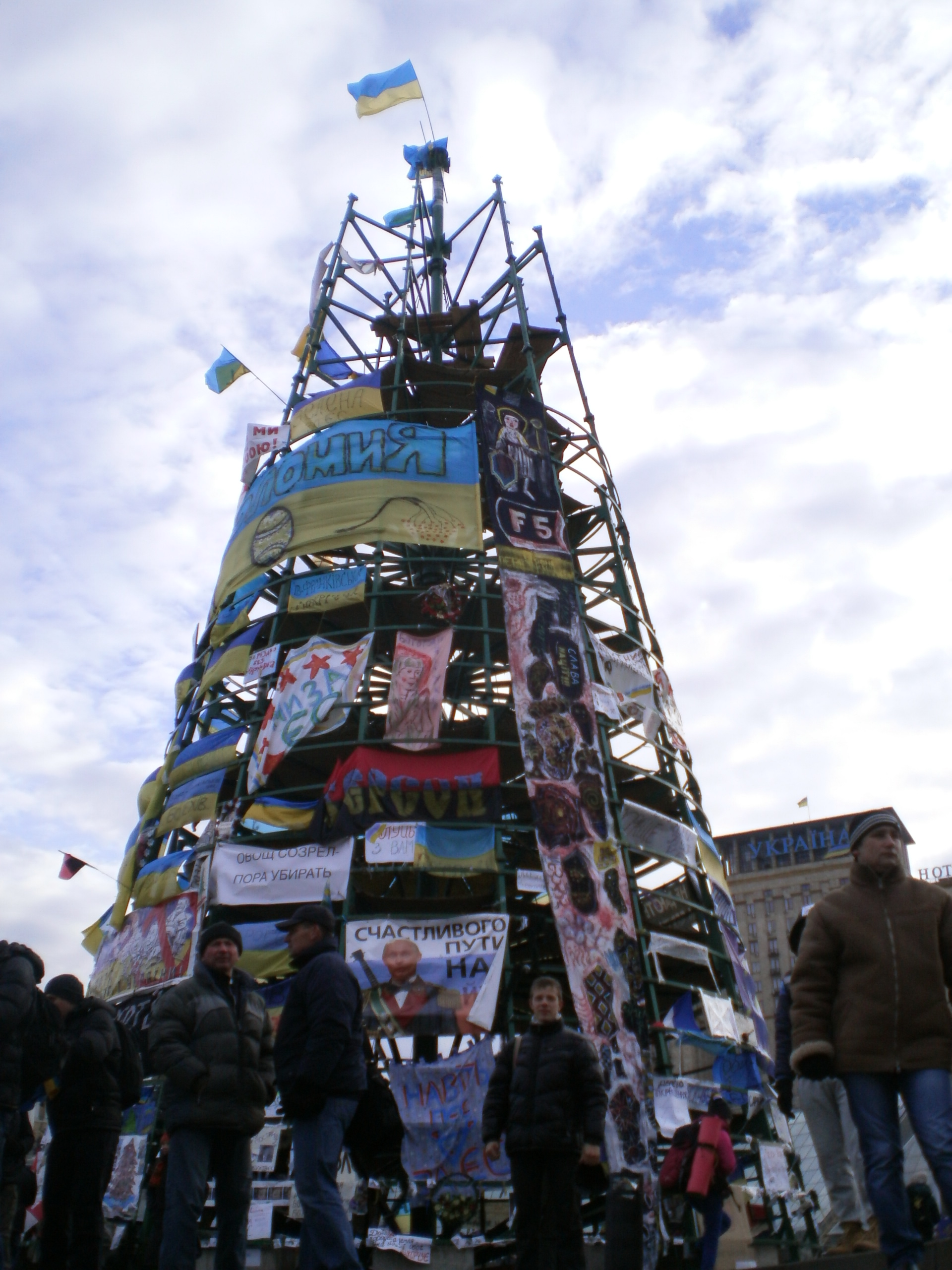
Революційна новорічна ялинка на Майдані Незалежності, Київ. 2013 рік

Після проголошення незалежності України у 1991 році, традиція використовувати новорічну ялинку як обов'язковий елемент святкувань залишилась. У 2013 році новорічна ялинка у Києві, також відома як «йолка», стала символом Революції Гідності, після того як її недовершений каркас захопили протестувальники і перетворили на один із атрибутів Євромайдану.
Починаючи з 2014 року, замість новорічної ялинки на Майдані Незалежності, в Києві щороку на День святого Миколая відкривається різдвяна ялинка, навколо якої розміщується традиційний різдвяний ярмарок. Дерево встановлюють на Софійській площі поблизу собору Софії Київської.

## Новорічна ялинка в Туреччині

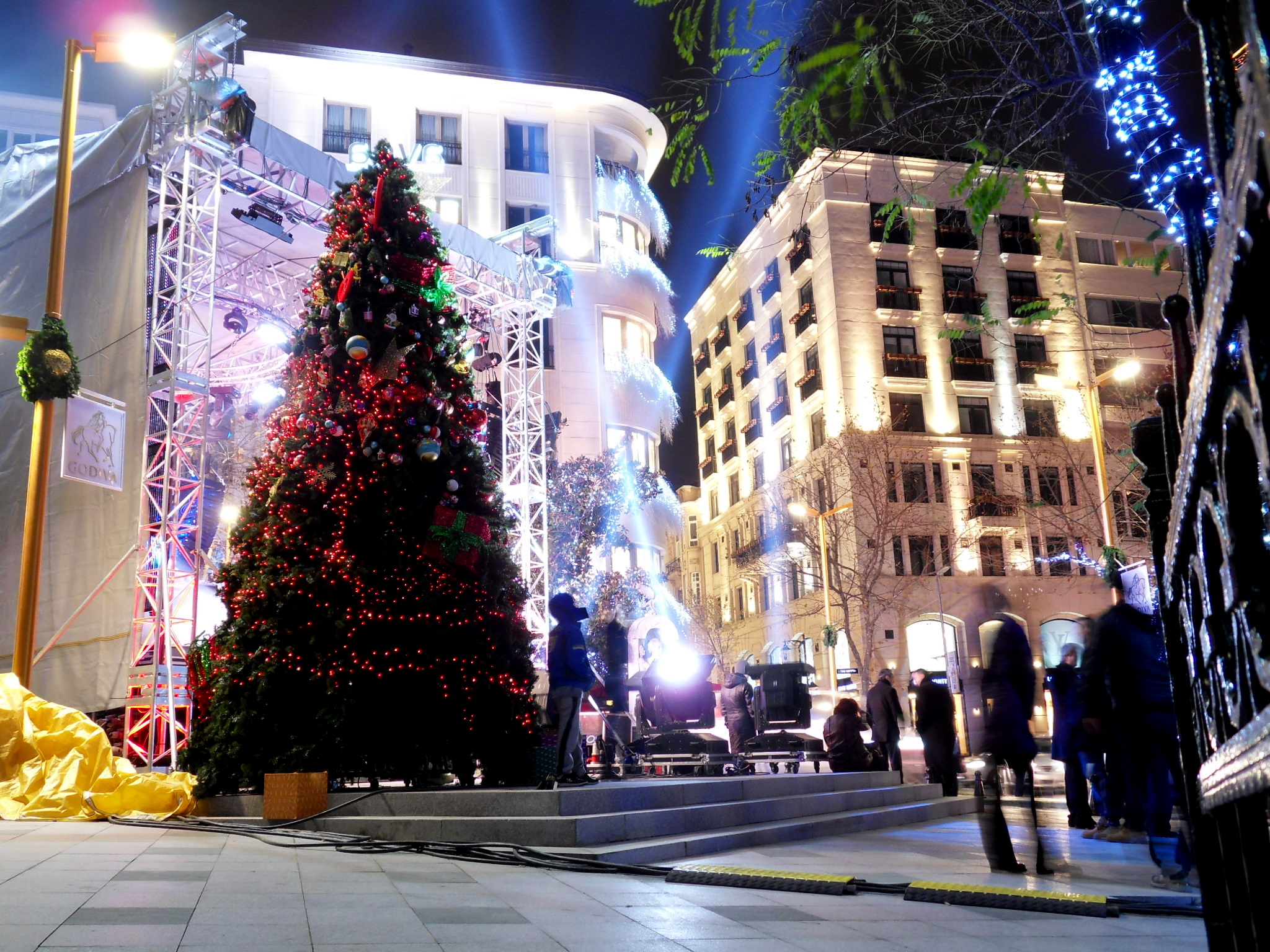
Новорічна ялинка на вулиці Абді Іпекчі. Стамбул, Туреччина

У Туреччині ялинка (тур. Yılbaşı Ağacı) з'явилась внаслідок реформ Ататюрка, що мали європеїзувати і модернізувати Туреччину. Оскільки близько 95 % населення Туреччини складають мусульмани і більшість турків не святкували Різдво, цей атрибут європейської культури було вирішено пов'язати зі святкуванням Нового Року. Після того, як у 1928 році мусульманський календар було замінено на григоріанський, в Туреччині запровадили новорічні святкування, що швидко стали популярними серед турків. Традиція дарувати подарунки на Різдво також трансформувалась у дарування новорічних подарунків. Зазвичай, новорічна ялинка в Туреччині ставиться на початку грудня і забирається в кінці січня.
Новорічну ялинку можна вважати прикладом європеїзованої турецької культури або тюркізованої європейської культури.